# Loos (Zweden)
Loos, ook gespeld als Los, is een dorp in de gemeente Ljusdal in het landschap Hälsingland in de provincie Gävleborgs län halverwege Zweden. De nederzetting ligt aan de interlokale wegen 310 en 296 ten westen van Ljusdal. Het bureau voor de Zweedse statistiek Statistiska centralbyrån telde 403 inwoners in 2005 op een oppervlak van 163 hectare.
Loos kent een lange historie, er bevinden zich oude kobalt- en kopermijnen die al sinds de 16e eeuw worden uitgegraven. De scheikundige Axel Fredrik Cronstedt ontdekte in 1751 in een erts uit een mijn in Loos het element nikkel.
Het dorp gaf zijn naam aan een krater op Mars. In 1979 kreeg een 8 km grote krater, bij coördinaten 35,4N en 76,3W, de naam Los.

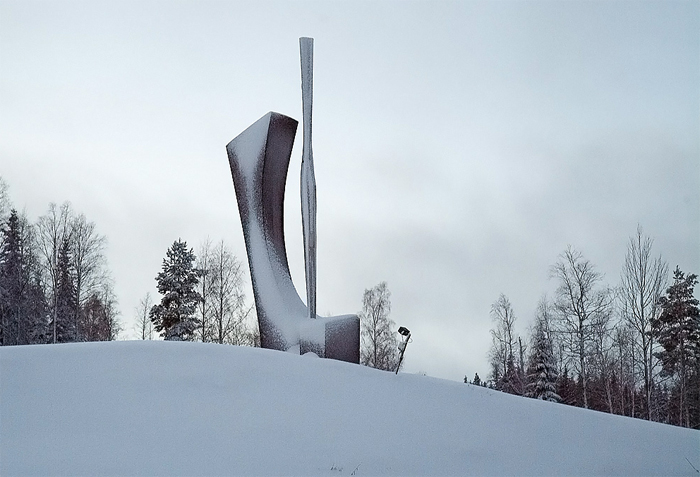
Nikkelmonument in de sneeuw
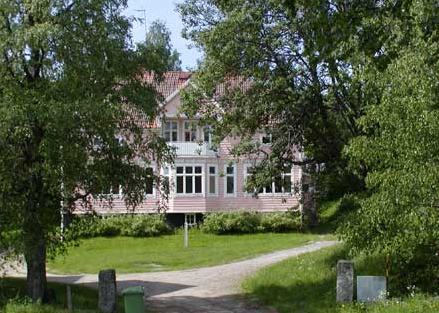
Houten huis in de zon